# Choroby przenoszone drogą płciową
Choroby przenoszone drogą płciową (ang. sexually transmitted diseases, STD, sexually transmitted infections, STI), in. choroby weneryczne (łac. morbus venereus) – grupa chorób zakaźnych i pasożytniczych, które przenoszone są w drodze kontaktu płciowego, zwłaszcza podczas stosunku waginalnego, seksu analnego i seksu oralnego. Z tego rodzaju chorobami wiąże się zazwyczaj wstyd, poczucie winy i stygmatyzacja.
Niejednokrotnie infekcje przenoszone drogą płciową początkowo nie wywołują objawów. Skutkuje to większym ryzykiem przeniesienia choroby na innych. Objawami choroby mogą być: wydzielina z pochwy, wydzielina z prącia, owrzodzenia na lub wokół narządów płciowych oraz bóle w okolicy miednicy.

## Klasyfikacja
Ponad 30 różnych bakterii, wirusów i pasożytów może być przenoszonych poprzez aktywność seksualną. Niektóre z chorób przenoszonych drogą płciową:
- choroby bakteryjne[7][8][9]:
  - kiła
  - rzeżączka
  - wrzód weneryczny
  - czerwonka bakteryjna[10]
  - ziarniniak pachwinowy
  - Mycoplasma genitalium[11]
  - Mycoplasma hominis[12]
  - Ureaplasma urealyticum[12]
  - Ureaplasma parvum[13]
  - Chlamydia trachomatis[14]
- choroby wirusowe[7][8][15]:
  - AIDS
  - opryszczka genitaliów, opryszczka wargowa
  - WZW – wirusowe zapalenie wątroby::
    - żółtaczka typu B (HBV)
    - żółtaczka typu C (HCV)
    - Wirus zapalenia wątroby typu A (HAV), (WZW A) – zakażenie może powstać na skutek kontaktu usta-odbyt (rimming)[16][17], ręka-odbyt (fisting)[18][19][20]

  - kłykciny kończyste (HPV)
  - wirus ludzkiej białaczki z komórek T, czyli HTLV[21][22]
- choroby grzybicze:
  - grzybica (kandydoza)
- choroby pasożytnicze:
  - rzęsistkowica
  - świerzb
  - wszawica łonowa
  - ameboza

### Klasyfikacja ICD10
| kod ICD10         | nazwa choroby |
| ----------------- | --- |
| ICD-10: (A50–A64) | Nie obejmuje: choroba wywołana przez ludzki wirus upośledzenia odporności [HIV] (B20–B24) nieswoiste i nierzeżączkowe zapalenie cewki moczowej (N34.1) choroba Reitera (M02.3) |
| ICD-10: A50       | Kiła wrodzona |
| ICD-10: A50.0     | Kiła wrodzona wczesna objawowa |
| ICD-10: A50.1     | Kiła wrodzona wczesna utajona |
| ICD-10: A51       | Kiła wczesna |
| ICD-10: A51.0     | Kiła pierwotna narządów płciowych |
| ICD-10: A51.1     | Kiła pierwotna odbytu |
| ICD-10: A52       | Kiła późna |
| ICD-10: A53       | Inne postacie kiły i kiła nieokreślona |
| ICD-10: A54       | Rzeżączka |
| ICD-10: A55       | Ziarnica weneryczna wywołana przez Chlamydia |
| ICD-10: A56       | Inne choroby przenoszone drogą płciową wywołane przez Chlamydia |
| ICD-10: A57       | Wrzód weneryczny |
| ICD-10: A58       | Ziarniniak pachwinowy |
| ICD-10: A59       | Rzęsistkowica |
| ICD-10: A60       | Opryszczkowe [herpes simplex] zakażenie okolicy anogenitalnej |
| ICD-10: A63       | Inne choroby przenoszone głównie drogą płciową, niesklasyfikowane gdzie indziej                                                                                                |
| ICD-10: A64       | Choroby przenoszone drogą płciową, nieokreślone |

## Epidemiologia
Najczęstszą chorobą przenoszoną drogą płciową jest zakażenie wywołane przez bakterię Chlamydia trachomatis. Szacuje się, że każdego roku około 357 milionów z nowych zakażeń to jedna z czterech chorób przenoszonych drogą płciową: chlamydia, rzeżączka, kiła lub trychomoneza (rzęsistkowica). Szacuje się, że ponad 500 milionów osób cierpi na zakażenie narządów płciowych wirusem opryszczki zwykłej (HSV), a ponad 290 milionów kobiet jest zakażonych wirusem brodawczaka ludzkiego (HPV). W Stanach Zjednoczonych co roku prawie 20 milionów ludzi zaraża się chorobą przenoszoną drogą płciową. Zakażenia te dotykają kobiety i mężczyzn niezależnie od ich pochodzenia i poziomu ekonomicznego. Ale prawie połowa wszystkich nowych zakażeń występuje wśród młodych ludzi w wieku od 15 do 24 lat. Badanie CDC z 2008 r. wykazało, że 25–40% amerykańskich nastoletnich dziewcząt ma chorobę przenoszoną drogą płciową.
Ponad 400 000 zakażeń przenoszonych drogą płciową odnotowano w Anglii w 2017 r., mniej więcej tak samo jak w 2016 r., przy czym odnotowano ponad 20% wzrost potwierdzonych przypadków rzeżączki i kiły. Od 2008 r. liczba przypadków kiły wzrosła o 148%, z 2874 do 7137, głównie wśród mężczyzn uprawiających seks z mężczyznami. Odsetek pierwszych przypadków brodawek płciowych w 2017 r. wśród dziewcząt w wieku 15–17 lat wynosił zaledwie 441, czyli o 90% mniej niż w 2009 r. – przypisywano to narodowemu programowi szczepień przeciwko wirusowi brodawczaka ludzkiego.
AIDS jest jedną z głównych przyczyn zgonów w dzisiejszej Afryce Subsaharyjskiej. HIV/AIDS przenoszone jest przede wszystkim poprzez niezabezpieczone stosunki seksualne. Ponad 1,1 mln osób żyje z HIV/AIDS w Stanach Zjednoczonych i ma to nieproporcjonalnie duży wpływ na Afroamerykanów. Zapalenie wątroby typu B jest również uważane za chorobę przenoszoną drogą płciową, ponieważ może się rozprzestrzeniać poprzez kontakt seksualny. Najwyższe wskaźniki występują w Azji i Afryce, a niższe w obu Amerykach i Europie. Zgodnie z raportem WHO z 2012 roku około dwóch miliardów ludzi na całym świecie zostało zakażonych wirusem zapalenia wątroby typu B. W 2018 r. Światowa Organizacja Zdrowia (WHO) stwierdziła, że około 257 milionów ludzi żyje z zakażeniem wirusem zapalenia wątroby typu B (zdefiniowanym jako dodatni antygen powierzchniowy zapalenia wątroby typu B).

## Profilaktyka
Najskuteczniejszą metodą ochrony przed zakażeniem jest unikanie kontaktów z częściami ciała lub płynami, poprzez które może dojść do zakażenia. Nie wszystkie formy kontaktu seksualnego muszą ten kontakt zakładać. Zapobieganie wiąże się z przecięciem dróg szerzenia, poprzez używanie zabezpieczeń mechanicznych takich jak prezerwatywa czy maseczka oralna (które nie zawsze zapobiegają zakażeniu, szczególnie jeśli dojdzie do ich uszkodzenia w trakcie stosunku seksualnego).
Zmniejszenie prawdopodobieństwa zakażenia można osiągnąć poprzez ograniczenie kontaktów seksualnych do określonej liczby stałych wzajemnych partnerów i/lub partnerek, którzy przeszli odpowiednie testy wykrywające nosicielstwo chorób przenoszonych drogą płciową przed wchodzeniem z nimi w kontakty seksualne; a przy innych kontaktach używając zabezpieczeń. Choroby weneryczne można wykryć za pomocą badania krwi oraz badania materiału pobranego z szyjki macicy lub pochwy, a u mężczyzn z cewki moczowej.
Formą zapobiegania jest także leczenie chorych. Leczenie to zwykle terapia farmaceutyczna, zależna od patogenu. Zwykle leczeniem zajmują się dermatolodzy. Bardziej szczegółową specjalnością medyczną zajmującą się tymi chorobami jest wenerologia.

Zgony z powodu chorób przenoszonych drogą płciową (z wyłączeniem HIV) w 2012 r. przypadające na każde milion osób:
0-0
1-1
2-3
4-9
10-18
19-31
32-55
56-139

     0-0
     1-1
     2-3
     4-9
     10-18
     19-31
     32-55
     56-139